# НБА в сезоні 2010—2011
Сезон НБА 2010—2011 був 65-м сезоном у Національній баскетбольній асоціації. Переможцями сезону стали «Даллас Маверікс», які здолали у фінальній серії «Маямі Гіт».

## Регламент змагання
Участь у сезоні брали 30 команд, розподілених між двома конференціями — Східною і Західною, кожна з яких у свою чергу складалася з трьох дивізіонів.
По ходу регулярного сезону кожна з команд-учасниць провела по 82 гри (по 41 грі на власному майданчику і на виїзді). При цьому з командами свого дивізіону проводилося по чотири гри, із шістьома командами з інших дивізіонів своєї конференції — теж по чотири гри, а з рештою чотирма командами своєї конференції — по три. Нарешті команди з різних конференцій проводили між собою по два матчі.
До раунду плей-оф виходили по вісім найкращих команд кожної з конференцій, причому переможці дивізіонів посідали місця угорі турнірної таблиці конференції, навіть при гірших результатах, ніж у команд з інших дивізіонів, які свої дивізіони не виграли. Плей-оф відбувався за олімпійською системою, за якою найкраща команда кожної конференції починала боротьбу проти команди, яка посіла восьме місце у тій же конференції, друга команда конференції — із сьомою, і так далі. В усіх раундах плей-оф переможець кожної пари визначався в серії ігор, яка тривала до чотирьох перемог однієї з команд.
Чемпіони кожної з конференцій, що визначалися на стадії плей-оф, для визначення чемпіона НБА зустрічалися між собою у Фіналі, що складався із серії ігор до чотирьох перемог.

## Регулярний сезон
Регулярний сезон тривав з 26 жовтня 2010 — 13 квітня 2011, найкращий результат по його завершенні мали «Чикаго Буллз».

### Підсумкові таблиці за дивізіонами
| Атлантичний                     | В  | П  | %П   | Відст | Дом   | Гост  | Див  |
| ------------------------------- | -- | -- | ---- | ----- | ----- | ----- | ---- |
| y-«Бостон Селтікс»              | 56 | 26 | .683 | –     | 33–8  | 23–18 | 13–3 |
| x-«Нью-Йорк Нікс»               | 42 | 40 | .512 | 14    | 23–18 | 19–22 | 10–6 |
| x-«Філадельфія Севенті-Сіксерс» | 41 | 41 | .500 | 15    | 26–15 | 15–26 | 9–7  |
| «Нью-Джерсі Нетс»               | 24 | 58 | .293 | 32    | 19–22 | 5–36  | 3–13 |
| «Торонто Репторз»               | 22 | 60 | .268 | 34    | 16–25 | 6–35  | 5–11 |

| Центральний          | В  | П  | %П   | Відст | Дом   | Гост  | Див  |
| -------------------- | -- | -- | ---- | ----- | ----- | ----- | ---- |
| z-«Чикаго Буллз»     | 62 | 20 | .756 | –     | 36–5  | 26–15 | 15–1 |
| x-«Індіана Пейсерз»  | 37 | 45 | .451 | 25    | 24–17 | 13–28 | 9–7  |
| «Мілвокі Бакс»       | 35 | 47 | .427 | 27    | 22–19 | 13–28 | 6–10 |
| «Детройт Пістонс»    | 30 | 52 | .366 | 32    | 21–20 | 9–32  | 7–9  |
| «Клівленд Кавальєрс» | 19 | 63 | .232 | 43    | 12–29 | 7–34  | 3–13 |

| Південно-Східний    | В  | П  | %П   | Відст | Дом   | Гост  | Див  |
| ------------------- | -- | -- | ---- | ----- | ----- | ----- | ---- |
| y-«Маямі Гіт»       | 58 | 24 | .707 | –     | 30–11 | 28–13 | 13–3 |
| x-«Орландо Меджик»  | 52 | 30 | .634 | 6     | 29–12 | 23–18 | 11–5 |
| x-«Атланта Гокс»    | 44 | 38 | .537 | 14    | 24–17 | 20–21 | 9–7  |
| «Шарлотт Бобкетс»   | 34 | 48 | .415 | 24    | 21–20 | 13–28 | 4–12 |
| «Вашингтон Візардс» | 23 | 59 | .280 | 35    | 20–21 | 3–38  | 3–13 |

| Північно-Західний           | В  | П  | %П   | Відст | Дом   | Гост  | Див  |
| --------------------------- | -- | -- | ---- | ----- | ----- | ----- | ---- |
| y-«Оклахома-Сіті Тандер»    | 55 | 27 | .671 | –     | 30–11 | 25–16 | 13–3 |
| x-«Денвер Наггетс»          | 50 | 32 | .610 | 5     | 33–8  | 17–24 | 9–7  |
| x-«Портленд Трейл-Блейзерс» | 48 | 34 | .585 | 7     | 30–11 | 18–23 | 10–6 |
| «Юта Джаз»                  | 39 | 43 | .476 | 16    | 21–20 | 18–23 | 7–9  |
| «Міннесота Тімбервулвз»     | 17 | 65 | .207 | 38    | 12–29 | 5–36  | 1–15 |

| Тихоокеанський           | В  | П  | %П   | Відст | Дом   | Гост  | Див  |
| ------------------------ | -- | -- | ---- | ----- | ----- | ----- | ---- |
| y-«Лос-Анджелес Лейкерс» | 57 | 25 | .695 | –     | 30–11 | 27–14 | 12–4 |
| «Фінікс Санз»            | 40 | 42 | .488 | 17    | 23–18 | 17–24 | 9–7  |
| «Голден-Стейт Ворріорс»  | 36 | 46 | .439 | 21    | 26–15 | 10–31 | 5–11 |
| «Лос-Анджелес Кліпперс»  | 32 | 50 | .390 | 25    | 23–18 | 9–32  | 7–9  |
| «Сакраменто Кінґс»       | 24 | 58 | .293 | 33    | 11–30 | 13–28 | 7–9  |

| Південно-Західний      | В  | П  | %П   | Відст | Дом   | Гост  | Див  |
| ---------------------- | -- | -- | ---- | ----- | ----- | ----- | ---- |
| c-«Сан-Антоніо Сперс»  | 61 | 21 | .744 | –     | 36–5  | 25–16 | 10–6 |
| x-«Даллас Маверікс»    | 57 | 25 | .695 | 4     | 29–12 | 28–13 | 8–8  |
| x-«Нью-Орлінс Горнетс» | 46 | 36 | .561 | 15    | 28–13 | 18–23 | 9–7  |
| x-«Мемфіс Ґріззліс»    | 46 | 36 | .561 | 15    | 30–11 | 16–25 | 8–8  |
| «Х'юстон Рокетс»       | 43 | 39 | .524 | 18    | 25–16 | 18–23 | 5–11 |

### Підсумкові таблиці за конференціями
| #  | Східна                          | Східна | Східна | Східна | Східна |
| #  | Команда                         | В      | П      | %П     | Відст  |
| -- | ------------------------------- | ------ | ------ | ------ | ------ |
| 1  | z-«Чикаго Буллз»                | 62     | 20     | .756   | –      |
| 2  | y-«Маямі Гіт»                   | 58     | 24     | .707   | 4      |
| 3  | y-«Бостон Селтікс»              | 56     | 26     | .683   | 6      |
| 4  | x-«Орландо Меджик»              | 52     | 30     | .634   | 10     |
| 5  | x-«Атланта Гокс»                | 44     | 38     | .537   | 18     |
| 6  | x-«Нью-Йорк Нікс»               | 42     | 40     | .512   | 20     |
| 7  | x-«Філадельфія Севенті-Сіксерс» | 41     | 41     | .500   | 21     |
| 8  | x-«Індіана Пейсерз»             | 37     | 45     | .451   | 25     |
|    |                                 |        |        |        |        |
| 9  | «Мілвокі Бакс»                  | 35     | 47     | .427   | 27     |
| 10 | «Шарлотт Бобкетс»               | 34     | 48     | .415   | 28     |
| 11 | «Детройт Пістонс»               | 30     | 52     | .366   | 32     |
| 12 | «Нью-Джерсі Нетс»               | 24     | 58     | .293   | 38     |
| 13 | «Вашингтон Візардс»             | 23     | 59     | .280   | 39     |
| 14 | «Торонто Репторз»               | 22     | 60     | .268   | 40     |
| 15 | «Клівленд Кавальєрс»            | 19     | 63     | .232   | 43     |

| #  | Західна                     | Західна | Західна | Західна | Західна |
| #  | Команда                     | В       | П       | %П      | Відст   |
| -- | --------------------------- | ------- | ------- | ------- | ------- |
| 1  | c-«Сан-Антоніо Сперс»       | 61      | 21      | .744    | –       |
| 2  | y-«Лос-Анджелес Лейкерс»    | 57      | 25      | .695    | 4       |
| 3  | x-«Даллас Маверікс»         | 57      | 25      | .695    | 4       |
| 4  | y-«Оклахома-Сіті Тандер»    | 55      | 27      | .671    | 6       |
| 5  | x-«Денвер Наггетс»          | 50      | 32      | .610    | 11      |
| 6  | x-«Портленд Трейл-Блейзерс» | 48      | 34      | .585    | 13      |
| 7  | x-«Нью-Орлінс Горнетс»      | 46      | 36      | .561    | 15      |
| 8  | x-«Мемфіс Ґріззліс»         | 46      | 36      | .561    | 15      |
|    |                             |         |         |         |         |
| 9  | «Х'юстон Рокетс»            | 43      | 39      | .524    | 18      |
| 10 | «Фінікс Санз»               | 40      | 42      | .488    | 21      |
| 11 | «Юта Джаз»                  | 39      | 43      | .476    | 22      |
| 12 | «Голден-Стейт Ворріорс»     | 36      | 46      | .439    | 25      |
| 13 | «Лос-Анджелес Кліпперс»     | 32      | 50      | .390    | 29      |
| 14 | «Сакраменто Кінґс»          | 24      | 58      | .293    | 37      |
| 15 | «Міннесота Тімбервулвз»     | 17      | 65      | .207    | 44      |

Легенда:
- z — Найкраща команда регулярного сезону НБА
- c — Найкраща команда конференції
- y — Переможець дивізіону
- x — Учасник плей-оф

## Плей-оф
Переможці пар плей-оф позначені жирним. Цифри перед назвою команди відповідають її позиції у підсумковій турнірній таблиці регулярного сезону конференції. Цифри після назви команди відповідають кількості її перемог у відповідному раунді плей-оф. Курсивом позначені команди, які мали перевагу власного майданчика (принаймні потенційно могли провести більшість ігор серії вдома).
|  | Перший раунд        | Перший раунд                  | Перший раунд            |   |                         | Півфінали конференції | Півфінали конференції | Півфінали конференції |  |    | Фінали конференції      | Фінали конференції | Фінали конференції |  |    | Фінал НБА    | Фінал НБА | Фінал НБА |
|  |                     |                               |                         |   |                         |                       |                       |                       |  |    |                         |                    |                    |  |    |              |           |           |
|  | E1                  | «Чикаго Буллз»*               | 4                       |   |                         |                       |                       |                       |  |    |                         |                    |                    |  |    |              |           |           |
|  | E8                  | «Індіана Пейсерз»             | 1                       |   |                         |                       |                       |                       |  |    |                         |                    |                    |  |    |              |           |           |
|  | E8                  | «Індіана Пейсерз»             | 1                       |   | E1                      | «Чикаго Буллз»*       | 4                     |                       |  |    |                         |                    |                    |  |    |              |           |           |
|  |                     |                               |                         |   | E1                      | «Чикаго Буллз»*       | 4                     |                       |  |    |                         |                    |                    |  |    |              |           |           |
|  |                     | E5                            | «Атланта Гокс»          | 2 |                         |                       |                       |                       |  |    |                         |                    |                    |  |    |              |           |           |
|  | E4                  | E5                            | «Атланта Гокс»          | 2 | «Орландо Меджик»        | 2                     |                       |                       |  |    |                         |                    |                    |  |    |              |           |           |
|  | E4                  |                               |                         |   | «Орландо Меджик»        | 2                     |                       |                       |  |    |                         |                    |                    |  |    |              |           |           |
|  | E5                  | «Атланта Гокс»                | 4                       |   |                         |                       |                       |                       |  |    |                         |                    |                    |  |    |              |           |           |
|  | E5                  | «Атланта Гокс»                | 4                       |   |                         |                       |                       |                       |  | E1 | «Чикаго Буллз»*         | 1                  |                    |  |    |              |           |           |
|  | Східна конференція  |                               |                         |   |                         |                       |                       |                       |  | E1 | «Чикаго Буллз»*         | 1                  |                    |  |    |              |           |           |
|  |                     | E2                            | «Маямі Гіт»*            | 4 |                         |                       |                       |                       |  |    |                         |                    |                    |  |    |              |           |           |
|  | E3                  | E2                            | «Маямі Гіт»*            | 4 | «Бостон Селтікс»*       | 4                     |                       |                       |  |    |                         |                    |                    |  |    |              |           |           |
|  | E3                  |                               |                         |   | «Бостон Селтікс»*       | 4                     |                       |                       |  |    |                         |                    |                    |  |    |              |           |           |
|  | E6                  | «Нью-Йорк Нікс»               | 0                       |   |                         |                       |                       |                       |  |    |                         |                    |                    |  |    |              |           |           |
|  | E6                  | «Нью-Йорк Нікс»               | 0                       |   | E3                      | «Бостон Селтікс»*     | 1                     |                       |  |    |                         |                    |                    |  |    |              |           |           |
|  |                     |                               |                         |   | E3                      | «Бостон Селтікс»*     | 1                     |                       |  |    |                         |                    |                    |  |    |              |           |           |
|  |                     | E2                            | «Маямі Гіт»*            | 4 |                         |                       |                       |                       |  |    |                         |                    |                    |  |    |              |           |           |
|  | E2                  | E2                            | «Маямі Гіт»*            | 4 | «Маямі Гіт»*            | 4                     |                       |                       |  |    |                         |                    |                    |  |    |              |           |           |
|  | E2                  |                               |                         |   | «Маямі Гіт»*            | 4                     |                       |                       |  |    |                         |                    |                    |  |    |              |           |           |
|  | E7                  | «Філадельфія Севенті-Сіксерс» | 1                       |   |                         |                       |                       |                       |  |    |                         |                    |                    |  |    |              |           |           |
|  | E7                  | «Філадельфія Севенті-Сіксерс» | 1                       |   |                         |                       |                       |                       |  |    |                         |                    |                    |  | E2 | «Маямі Гіт»* | 2         |           |
|  |                     |                               |                         |   |                         |                       |                       |                       |  |    |                         |                    |                    |  | E2 | «Маямі Гіт»* | 2         |           |
|  |                     | W3                            | «Даллас Маверікс»       | 4 |                         |                       |                       |                       |  |    |                         |                    |                    |  |    |              |           |           |
|  | W1                  | W3                            | «Даллас Маверікс»       | 4 | «Сан-Антоніо Сперс»*    | 2                     |                       |                       |  |    |                         |                    |                    |  |    |              |           |           |
|  | W1                  |                               |                         |   | «Сан-Антоніо Сперс»*    | 2                     |                       |                       |  |    |                         |                    |                    |  |    |              |           |           |
|  | W8                  | «Мемфіс Ґріззліс»             | 4                       |   |                         |                       |                       |                       |  |    |                         |                    |                    |  |    |              |           |           |
|  | W8                  | «Мемфіс Ґріззліс»             | 4                       |   | W8                      | «Мемфіс Ґріззліс»     | 3                     |                       |  |    |                         |                    |                    |  |    |              |           |           |
|  |                     |                               |                         |   | W8                      | «Мемфіс Ґріззліс»     | 3                     |                       |  |    |                         |                    |                    |  |    |              |           |           |
|  |                     | W4                            | «Оклахома-Сіті Тандер»* | 4 |                         |                       |                       |                       |  |    |                         |                    |                    |  |    |              |           |           |
|  | W4                  | W4                            | «Оклахома-Сіті Тандер»* | 4 | «Оклахома-Сіті Тандер»* | 4                     |                       |                       |  |    |                         |                    |                    |  |    |              |           |           |
|  | W4                  |                               |                         |   | «Оклахома-Сіті Тандер»* | 4                     |                       |                       |  |    |                         |                    |                    |  |    |              |           |           |
|  | W5                  | «Денвер Наггетс»              | 1                       |   |                         |                       |                       |                       |  |    |                         |                    |                    |  |    |              |           |           |
|  | W5                  | «Денвер Наггетс»              | 1                       |   |                         |                       |                       |                       |  | W4 | «Оклахома-Сіті Тандер»* | 1                  |                    |  |    |              |           |           |
|  | Західна конференція |                               |                         |   |                         |                       |                       |                       |  | W4 | «Оклахома-Сіті Тандер»* | 1                  |                    |  |    |              |           |           |
|  |                     | W3                            | «Даллас Маверікс»       | 4 |                         |                       |                       |                       |  |    |                         |                    |                    |  |    |              |           |           |
|  | W3                  | W3                            | «Даллас Маверікс»       | 4 | «Даллас Маверікс»       | 4                     |                       |                       |  |    |                         |                    |                    |  |    |              |           |           |
|  | W3                  |                               |                         |   | «Даллас Маверікс»       | 4                     |                       |                       |  |    |                         |                    |                    |  |    |              |           |           |
|  | W6                  | «Портленд Трейл-Блейзерс»     | 2                       |   |                         |                       |                       |                       |  |    |                         |                    |                    |  |    |              |           |           |
|  | W6                  | «Портленд Трейл-Блейзерс»     | 2                       |   | W3                      | «Даллас Маверікс»     | 4                     |                       |  |    |                         |                    |                    |  |    |              |           |           |
|  |                     |                               |                         |   | W3                      | «Даллас Маверікс»     | 4                     |                       |  |    |                         |                    |                    |  |    |              |           |           |
|  |                     | W2                            | «Лос-Анджелес Лейкерс»* | 0 |                         |                       |                       |                       |  |    |                         |                    |                    |  |    |              |           |           |
|  | W2                  | W2                            | «Лос-Анджелес Лейкерс»* | 0 | «Лос-Анджелес Лейкерс»* | 4                     |                       |                       |  |    |                         |                    |                    |  |    |              |           |           |
|  | W2                  |                               |                         |   | «Лос-Анджелес Лейкерс»* | 4                     |                       |                       |  |    |                         |                    |                    |  |    |              |           |           |
|  | W7                  | «Нью-Орлінс Горнетс»          | 2                       |   |                         |                       |                       |                       |  |    |                         |                    |                    |  |    |              |           |           |

* — переможці дивізіонів.

## Статистика

### Лідери за індивідуальними статистичними показниками
| Показник                    | Гравець         | Команда                 | Результатs |
| --------------------------- | --------------- | ----------------------- | ---------- |
| Очки за гру                 | Кевін Дюрант    | «Оклахома-Сіті Тандер»  | 27,7       |
| Підбирання за гру           | Кевін Лав       | «Міннесота Тімбервулвз» | 15,2       |
| Передачі за гру             | Стів Неш        | «Фінікс Санз»           | 11,4       |
| Перехоплення за гру         | Кріс Пол        | «Нью-Орлінс Горнетс»    | 2.35       |
| Блокування за гру           | Ендрю Богут     | «Мілвокі Бакс»          | 2,58       |
| Втрати за гру               | Рассел Вестбрук | «Оклахома-Сіті Тандер»  | 3,9        |
| Порушення правил за гру     | Демаркус Казінс | «Сакраменто Кінґс»      | 4,1        |
| Хвилини за гру              | Монта Елліс     | «Голден-Стейт Ворріорс» | 40,3       |
| Рейтинг ефективності гравця | Леброн Джеймс   | «Маямі Гіт»             | 27,3       |
| % влучань з гри             | Нене            | «Денвер Наггетс»        | 61,8%      |
| % влучань штрафних кидків   | Стефен Каррі    | «Голден-Стейт Ворріорс» | 93,4%      |
| % влучань 3-очкових кидків  | Метт Боннер     | «Сан-Антоніо Сперс»     | 45,7%      |
| Дабл-дабли                  | Двайт Говард    | «Орландо Меджик»        | 66         |
| Трипл-дабли                 | Леброн Джеймс   | «Маямі Гіт»             | 4          |

### Рекорди за гру
| Показник     | Гравець       | Команда                 | Результатs |
| ------------ | ------------- | ----------------------- | ---------- |
| Очки         | Леброн Джеймс | «Маямі Гіт»             | 51         |
| Підбирання   | Кевін Лав     | «Міннесота Тімбервулвз» | 31         |
| Передачі     | Раджон Рондо  | «Бостон Селтікс»        | 24         |
| Перехоплення | Джон Волл     | «Вашингтон Візардс»     | 9          |
| Блокування   | Джавейл Макгі | «Вашингтон Візардс»     | 12         |
| Триочкові    | Тай Лоусон    | «Денвер Наггетс»        | 10         |

### Команди-лідери за статистичними показниками
| Показник                   | Команда                 | Результатs |
| -------------------------- | ----------------------- | ---------- |
| Очки за гру                | «Денвер Наггетс»        | 107,5      |
| Підбирання за гру          | «Міннесота Тімбервулвз» | 44,4       |
| Передачі за гру            | «Даллас Маверікс»       | 23,8       |
| Передачі за гру            | «Х'юстон Рокетс»        | 23,8       |
| Перехоплення за гру        | «Мемфіс Ґріззліс»       | 9,4        |
| Блокування за гру          | «Вашингтон Візардс»     | 6,1        |
| Втрати за гру              | «Міннесота Тімбервулвз» | 17,0       |
| Порушення правил за гру    | «Юта Джаз»              | 22,7       |
| % влучань з гри            | «Бостон Селтікс»        | 48,6%      |
| % влучань штрафних кидків  | «Оклахома-Сіті Тандер»  | 82,3%      |
| % влучань 3-очкових кидків | «Сан-Антоніо Сперс»     | 39,7%      |
| +/-                        | «Маямі Гіт»             | 7,5        |

## Нагороди НБА

### Щорічні нагороди
- Найкращий захисний гравець: Двайт Говард, «Орландо Меджик»[1]
- Новачок року: Блейк Остін Гріффін, «Лос-Анджелес Кліпперс»[2]
- Найкращий шостий гравець: Ламар Одом, «Лос-Анджелес Лейкерс»[3]
- Найбільш прогресуючий гравець: Кевін Лав, «Міннесота Тімбервулвз»[4]
- Тренер року: Том Тібодо, «Чикаго Буллз»[5]
- Менеджер року: Пет Райлі, «Маямі Гіт» & Гер Форман, «Чикаго Буллз»[6]
- Приз за спортивну поведінку: Стефен Каррі, «Голден-Стейт Ворріорс»[7]
- Нагорода Дж. Волтера Кеннеді: Рон Артест, «Лос-Анджелес Лейкерс»[8]

| - Перша збірна всіх зірок: - F Кевін Дюрант, «Оклахома-Сіті Тандер» - F Леброн Джеймс, «Маямі Гіт» - C Двайт Говард, «Орландо Меджик» - G Кобі Браянт, «Лос-Анджелес Лейкерс» - G Деррік Роуз, «Чикаго Буллз» | - Друга збірна всіх зірок: - F Пау Газоль, «Лос-Анджелес Лейкерс» - F Дірк Новіцкі, «Даллас Маверікс» - C Амаре Стадемаєр, «Нью-Йорк Нікс» - G Двейн Вейд, «Маямі Гіт» - G Рассел Вестбрук, «Оклахома-Сіті Тандер» | - Третя збірна всіх зірок: - F Ламаркус Олдрідж, «Портленд Трейл-Блейзерс» - F Зак Рендолф, «Мемфіс Ґріззліс» - C Ел Горфорд, «Атланта Гокс» - G Ману Джинобілі, «Сан-Антоніо Сперс» - G Кріс Пол, «Нью-Орлінс Горнетс» |

| - Перша збірна всіх зірок захисту: - F Леброн Джеймс, «Маямі Гіт» - F Кевін Гарнетт, «Бостон Селтікс» - C Двайт Говард, «Орландо Меджик» - G Кобі Браянт, «Лос-Анджелес Лейкерс» - G Раджон Рондо, «Бостон Селтікс» | - Друга збірна всіх зірок захисту: - F Андре Ігуодала, «Філадельфія Севенті-Сіксерс» - C Джоакім Ноа, «Чикаго Буллз» - C Тайсон Чендлер, «Даллас Маверікс» - G Тоні Аллен, «Мемфіс Ґріззліс» - G Кріс Пол, «Нью-Орлінс Горнетс» |

| - Перша збірна новачків: - F/G Лендрі Філдз, «Нью-Йорк Нікс» - F Блейк Остін Гріффін, «Лос-Анджелес Кліпперс» - C Демаркус Казінс, «Сакраменто Кінґс» - G Джері Ніл, «Сан-Антоніо Сперс» - G Джон Волл, «Вашингтон Візардс» | - Друга збірна новачків: - F Пол Джордж, «Індіана Пейсерз» - F Деррік Фейворс, «Юта Джаз» - C Грег Монро, «Детройт Пістонс» - G Веслі Джонсон, «Міннесота Тімбервулвз» - G Ерік Бледсо, «Лос-Анджелес Кліпперс» |

### Гравець тижня
| Тиждень                 | Східна конференція                      | Західна конференція                                | Прим.  |
| ----------------------- | --------------------------------------- | -------------------------------------------------- | ------ |
| 26 жовтня – 31          | Раджон Рондо («Бостон Селтікс») (1/1)   | Пау Газоль («Лос-Анджелес Лейкерс») (1/1)          | [ 12 ] |
| 1 листопада – 7         | Двайт Говард («Орландо Меджик») (1/6)   | Кріс Пол («Нью-Орлінс Горнетс») (1/1)              | [ 13 ] |
| 8 листопада – 14        | Деррік Роуз («Чикаго Буллз») (1/2)      | Дерон Вільямс («Юта Джаз») (1/1)                   | [ 14 ] |
| 15 листопада – 21       | Амаре Стадемаєр («Нью-Йорк Нікс») (1/2) | Рассел Вестбрук («Оклахома-Сіті Тандер») (1/4)     | [ 15 ] |
| 22 листопада – 28       | Двайт Говард («Орландо Меджик») (2/6)   | Дірк Новіцкі («Даллас Маверікс») (1/2)             | [ 16 ] |
| 29 листопада – 5 грудня | Амаре Стадемаєр («Нью-Йорк Нікс») (2/2) | Рассел Вестбрук («Оклахома-Сіті Тандер») (2/4)     | [ 17 ] |
| 6 грудня – 12           | Двейн Вейд («Маямі Гіт») (1/3)          | Дірк Новіцкі («Даллас Маверікс») (2/2)             | [ 18 ] |
| 13 грудня – 19          | Пол Пірс («Бостон Селтікс») (1/2)       | Тоні Паркер («Сан-Антоніо Сперс») (1/2)            | [ 19 ] |
| 20 грудня – 26          | Леброн Джеймс («Маямі Гіт») (1/5)       | Монта Елліс («Голден-Стейт Ворріорс») (1/1)        | [ 20 ] |
| 27 грудня – 2 січня     | Двейн Вейд («Маямі Гіт») (2/3)          | Чонсі Біллапс («Денвер Наггетс») (1/1)             | [ 21 ] |
| 3 січня – 9             | Леброн Джеймс («Маямі Гіт») (2/5)       | Зак Рендолф («Мемфіс Ґріззліс») (1/3)              | [ 22 ] |
| 10 січня – 16           | Деррік Роуз («Чикаго Буллз») (2/2)      | Рассел Вестбрук («Оклахома-Сіті Тандер») (3/4)     | [ 23 ] |
| 17 січня – 23           | Двайт Говард («Орландо Меджик») (3/6)   | Ламаркус Олдрідж («Портленд Трейл-Блейзерс») (1/2) | [ 24 ] |
| 24 січня – 30           | Леброн Джеймс («Маямі Гіт») (3/5)       | Зак Рендолф («Мемфіс Ґріззліс») (2/3)              | [ 25 ] |
| 31 січня – 6 лютого     | Леброн Джеймс («Маямі Гіт») (4/5)       | Кевін Дюрант («Оклахома-Сіті Тандер») (1/2)        | [ 26 ] |
| 7 лютого – 13           | Двайт Говард («Орландо Меджик») (4/6)   | Ламаркус Олдрідж («Портленд Трейл-Блейзерс») (2/2) | [ 27 ] |
| 21 лютого – 27          | Двайт Говард («Орландо Меджик») (5/6)   | Кевін Мартін («Х'юстон Рокетс») (1/1)              | [ 28 ] |
| 28 лютого – 6 березня   | Пол Пірс («Бостон Селтікс») (2/2)       | Рассел Вестбрук («Оклахома-Сіті Тандер») (4/4)     | [ 29 ] |
| 7 березня – 13          | Двейн Вейд («Маямі Гіт») (3/3)          | Тоні Паркер («Сан-Антоніо Сперс») (2/2)            | [ 30 ] |
| 14 березня – 20         | Леброн Джеймс («Маямі Гіт») (5/5)       | Кайл Лаурі («Х'юстон Рокетс») (1/1)                | [ 31 ] |
| 21 березня – 27         | Двайт Говард («Орландо Меджик») (6/6)   | Кобі Браянт («Лос-Анджелес Лейкерс») (1/1)         | [ 32 ] |
| 28 березня – 3 квітня   | Кармело Ентоні («Нью-Йорк Нікс») (1/2)  | Зак Рендолф («Мемфіс Ґріззліс») (3/3)              | [ 33 ] |
| 4 квітня – 10           | Кармело Ентоні («Нью-Йорк Нікс») (2/2)  | Кевін Дюрант («Оклахома-Сіті Тандер») (2/2)        | [ 34 ] |

### Гравець місяця
| Місяць             | Східна конференція                                               | Західна конференція                                | Прим.  |
| ------------------ | ---------------------------------------------------------------- | -------------------------------------------------- | ------ |
| жовтень – листопад | Двайт Говард («Орландо Меджик») (1/2)                            | Дерон Вільямс («Юта Джаз») (1/1)                   | [ 35 ] |
| грудень            | Леброн Джеймс («Маямі Гіт») (1/3) Двейн Вейд («Маямі Гіт») (1/1) | Кевін Дюрант («Оклахома-Сіті Тандер») (1/2)        | [ 36 ] |
| січень             | Леброн Джеймс («Маямі Гіт») (2/3)                                | Зак Рендолф («Мемфіс Ґріззліс») (1/1)              | [ 37 ] |
| лютий              | Двайт Говард («Орландо Меджик») (2/2)                            | Ламаркус Олдрідж («Портленд Трейл-Блейзерс») (1/1) | [ 38 ] |
| березень           | Деррік Роуз («Чикаго Буллз») (1/1)                               | Кобі Браянт («Лос-Анджелес Лейкерс») (1/1)         | [ 39 ] |
| квітень            | Леброн Джеймс («Маямі Гіт») (3/3)                                | Кевін Дюрант («Оклахома-Сіті Тандер») (2/2)        | [ 40 ] |

### Новачок місяця
| Місяць             | Східна конференція                    | Західна конференція                         | Прим.  |
| ------------------ | ------------------------------------- | ------------------------------------------- | ------ |
| жовтень – листопад | Лендрі Філдз («Нью-Йорк Нікс») (1/2)  | Блейк Остін («Лос-Анджелес Кліпперс») (1/6) | [ 41 ] |
| грудень            | Лендрі Філдз («Нью-Йорк Нікс») (2/2)  | Блейк Остін («Лос-Анджелес Кліпперс») (2/6) | [ 42 ] |
| січень             | Джон Волл («Вашингтон Візардс») (1/4) | Блейк Остін («Лос-Анджелес Кліпперс») (3/6) | [ 43 ] |
| лютий              | Джон Волл («Вашингтон Візардс») (2/4) | Блейк Остін («Лос-Анджелес Кліпперс») (4/6) | [ 44 ] |
| березень           | Джон Волл («Вашингтон Візардс») (3/4) | Блейк Остін («Лос-Анджелес Кліпперс») (5/6) | [ 45 ] |
| квітень            | Джон Волл («Вашингтон Візардс») (4/4) | Блейк Остін («Лос-Анджелес Кліпперс») (6/6) | [ 46 ] |

### Тренер місяця
| Місяць             | Східна конференція                                | Західна конференція                              | Прим.  |
| ------------------ | ------------------------------------------------- | ------------------------------------------------ | ------ |
| жовтень – листопад | Док Ріверс («Бостон Селтікс») (1/1)               | Грегг Попович («Сан-Антоніо Сперс») (1/2)        | [ 47 ] |
| грудень            | Ерік Споулстра («Маямі Гіт») (1/1)                | Грегг Попович («Сан-Антоніо Сперс») (2/2)        | [ 48 ] |
| січень             | Том Тібодо («Чикаго Буллз») (1/3)                 | Монті Вільямс («Нью-Орлінс Горнетс») (1/1)       | [ 49 ] |
| лютий              | Даг Коллінс («Філадельфія Севенті-Сіксерс») (1/1) | Рік Карлайл («Даллас Маверікс») (1/1)            | [ 50 ] |
| березень           | Том Тібодо («Чикаго Буллз») (2/3)                 | Філ Джексон («Лос-Анджелес Лейкерс») (1/1)       | [ 51 ] |
| квітень            | Том Тібодо («Чикаго Буллз») (3/3)                 | Нейт Макміллан («Портленд Трейл-Блейзерс») (1/1) | [ 52 ] |